# كينيث بينغهام
كينيث بينغهام (بالإنجليزية: Kenneth Bingham)‏ هو سياسي أمريكي، ولد في 3 أغسطس 1962 في الولايات المتحدة. حزبياً، نشط في الحزب الجمهوري. وقد انتخب عضو مجلس نواب كارولاينا الجنوبية.